# ایهور مدینسکی
ایهور مدینسکی (اوکراینی: Ігор Миколайович Мединський؛ زادهٔ ۳ ژانویهٔ ۱۹۹۳) بازیکن فوتبال اهل اوکراین است.